# Jan Hájek
Jan Hájek (Olomouc, 7 augustus 1983) is een voormalige Tsjechische tennisser. Hij heeft één ATP-toernooi in het dubbelspel gewonnen, daarnaast stond hij één keer in de finale in het dubbelspel.  Hij deed mee aan grandslamtoernooien. Hij heeft tien challengers in het enkelspel en vijf challengers in het dubbelspel op zijn naam staan.

## Palmares

### Palmares enkelspel
| Legenda                       | Legenda               |
| ----------------------------- | --------------------- |
| Grand Slam                    |                       |
| Olympische Spelen             |                       |
| tot 2009                      | vanaf 2009            |
| Tennis Masters Cup            | ATP Finals            |
| ATP Masters Series            | ATP Tour Masters 1000 |
| ATP International Series Gold | ATP Tour 500          |
| ATP International Series      | ATP Tour 250          |

| Nr.                  | Datum            | Toernooi     | Ondergrond | Tegenstander in finale | Score          |
| -------------------- | ---------------- | ------------ | ---------- | ---------------------- | -------------- |
| Gewonnen challengers |                  |              |            |                        |                |
| 1.                   | 20 maart 2006    | Barletta     | Gravel     | Stefano Galvani        | 6-2, 6-1       |
| 2.                   | 5 juni 2006      | Prostějov    | Gravel     | Dominik Hrbatý         | 6-3, 5-7, 6-2  |
| 3.                   | 19 juni 2006     | Braunschweig | Gravel     | Fernando Vicente       | 6-1, 6-3       |
| 4.                   | 10 juli 2006     | Poznań       | Gravel     | Ilia Bozoljac          | 6-4, 6-3       |
| 5.                   | 27 april 2009    | Ostrava      | Gravel     | Ivan Dodig             | 7-5, 6-1       |
| 6.                   | 1 juni 2009      | Prostějov    | Gravel     | Steve Darcis           | 6-2, 1-6, 6-4  |
| 7.                   | 31 augustus 2009 | Freudenstadt | Gravel     | Laurent Recouderc      | 2-6, 6-3, 7-65 |
| 8.                   | 31 mei 2010      | Prostějov    | Gravel     | Radek Štěpánek         | 6-0, opg.      |
| 9.                   | 25 juni 2012     | Marburg      | Gravel     | Andreas Haider-Maurer  | 6-2, 6-2       |
| 10.                  | 12 augustus 2013 | Meerbusch    | Gravel     | Jesse Huta Galung      | 6-3, 6-4       |

### Palmares dubbelspel
| Nr.                          | Datum            | Toernooi     | Ondergrond    | Partner           | Tegenstanders in finale               | Score            | Details |
| ---------------------------- | ---------------- | ------------ | ------------- | ----------------- | ------------------------------------- | ---------------- | ------- |
| Gewonnen finales herendubbel |                  |              |               |                   |                                       |                  |         |
| 1.                           | 4 januari 2014   | ATP Doha     | Hardcourt     | Tomáš Berdych     | Alexander Peya Bruno Soares           | 6-2, 6-4         | Details |
| Verloren finales herendubbel |                  |              |               |                   |                                       |                  |         |
| 1.                           | 6 mei 2007       | ATP München  | Gravel        | Jaroslav Levinský | Philipp Kohlschreiber Michail Joezjny | 1-6, 4-6         | Details |
| Gewonnen challengers         |                  |              |               |                   |                                       |                  |         |
| 1.                           | 24 april 2006    | Bergamo      | Gravel        | Jaroslav Pospíšil | Marcelo Charpentier Tomas Tenconi     | 6-2, 6-2         |         |
| 2.                           | 1 september 2008 | Düsseldorf   | Gravel        | Tomáš Zíb         | Lukáš Rosol Igor Zelenay              | 1-6, 6-2, [10-7] |         |
| 3.                           | 27 april 2009    | Ostrava      | Gravel        | Robin Vik         | Matúš Horecný Tomáš Janči             | 6-2, 6-4         |         |
| 4.                           | 31 augustus 2009 | Freudenstadt | Gravel        | Dušan Karol       | Martin Kližan Adil Shamasdin          | 4-6, 6-4, [10-5] |         |
| 5.                           | 14 november 2011 | Bratislava   | Hardcourt (I) | Lukáš Lacko       | Lukáš Rosol David Škoch               | 7-5, 7-5         |         |

## Prestatietabellen
| Legenda | Legenda                          |
| ------- | -------------------------------- |
| g.t.    | geen toernooi gehouden           |
| l.c.    | lagere categorie                 |
| –       | niet deelgenomen                 |
| G       | uitgeschakeld in de groepsfase   |
| 1R      | uitgeschakeld in de eerste ronde |
| 2R      | uitgeschakeld in de tweede ronde |
| 3R      | uitgeschakeld in de derde ronde  |
| 4R      | uitgeschakeld in de vierde ronde |
| KF      | uitgeschakeld in de kwartfinale  |
| HF      | uitgeschakeld in de halve finale |
| F       | de finale verloren               |
| W       | het toernooi gewonnen            |
| w-v     | winst/verlies-balans             |

### Prestatietabel enkelspel
| Grandslamtoernooien   |               |               |                 |                 |                 |                 |                 |        |
| Australian Open       | –             | 1R            | 2R              | 1R              | –               | 1R              | 1R              | 1-5    |
| Roland Garros         | –             | 3R            | 1R              | 1R              | –               | 2R              | –               | 3-4    |
| Wimbledon             | –             | 1R            | 1R              | –               | –               | 1R              | –               | 0–3    |
| US Open               | 2R            | –             | 1R              | –               | 1R              | –               | –               | 1-3    |
| Winst-verlies         | 1-1           | 2-3           | 1–4             | 0-2             | 0-1             | 1-3             | 0-1             | 5-15   |
| ATP World Tour Finals |               |               |                 |                 |                 |                 |                 |        |
| ATP World Tour Finals | –             | –             | –               | –               | –               | –               | –               | 0-0    |
| ATP Masters 1000      |               |               |                 |                 |                 |                 |                 |        |
| Indian Wells          | –             | 1R            | –               | –               | –               | –               | –               | 0-1    |
| Miami                 | –             | 1R            | 1R              | –               | –               | 1R              | –               | 0-3    |
| Monte Carlo           | –             | –             | –               | –               | –               | –               | –               | 0–0    |
| Rome                  | –             | –             | 1R              | –               | –               | 1R              | –               | 0-2    |
| Hamburg               | –             | –             | lager categorie | lager categorie | lager categorie | lager categorie | lager categorie | 0–0    |
| Madrid                | –             | –             | –               | –               | –               | –               | –               | 0-0    |
| Montréal/Toronto      | –             | –             | –               | –               | –               | –               | –               | 0–0    |
| Cincinnati            | –             | –             | –               | –               | –               | –               | –               | 0-0    |
| Shanghai              | g.M. 1000     | g.M. 1000     | –               | –               | –               | –               | –               | 0–0    |
| Parijs                | –             | –             | –               | –               | –               | –               | –               | 0-0    |
| Olympische Spelen     |               |               |                 |                 |                 |                 |                 |        |
| Olympische Spelen     | geen toernooi | geen toernooi | geen toernooi   | geen toernooi   | –               | g.t             | g.t             | 0-0    |
| Statistieken          |               |               |                 |                 |                 |                 |                 |        |
| Totaal aantal titels  | 0             | 0             | 0               | 0               | 0               | 0               | 0               | 0      |
| Totaal winst-verlies  | 2-4           | 5-14          | 13-21           | 1-10            | 4-7             | 9-15            | 0-3             | 36-78  |
| Eindejaarsranking     | 76            | 240           | 95              | 141             | 105             | 108             | 382             | n.v.t. |

### Prestatietabel (Grand Slam) dubbelspel
| Grandslamtoernooien   |               |               |               |               |     |     |        |
| Australian Open       | –             | –             | –             | 2R            | –   | –   | 1-1    |
| Roland Garros         | –             | 1R            | 1R            | –             | –   | 1R  | 0-3    |
| Wimbledon             | –             | –             | 1R            | –             | –   | 1R  | 0-2    |
| US Open               | 1R            | –             | 1R            | –             | 1R  | –   | 0-3    |
| Winst-verlies         | 0–1           | 0–1           | 0-3           | 1-1           | 0-1 | 0-2 | 1-9    |
| ATP World Tour Finals |               |               |               |               |     |     |        |
| ATP World Tour Finals | –             | –             | –             | –             | –   | –   | 0-0    |
| Olympische Spelen     |               |               |               |               |     |     |        |
| Olympische Spelen     | geen toernooi | geen toernooi | geen toernooi | geen toernooi | –   | g.t | 0-0    |
| Statistieken          |               |               |               |               |     |     |        |
| Totaal aantal titels  | 0             | 0             | 0             | 0             | 0   | 0   | 0      |
| Eindejaarsranking     | 272           | 406           | 463           | 203           | 478 | 787 | n.v.t. |